# Avläggning

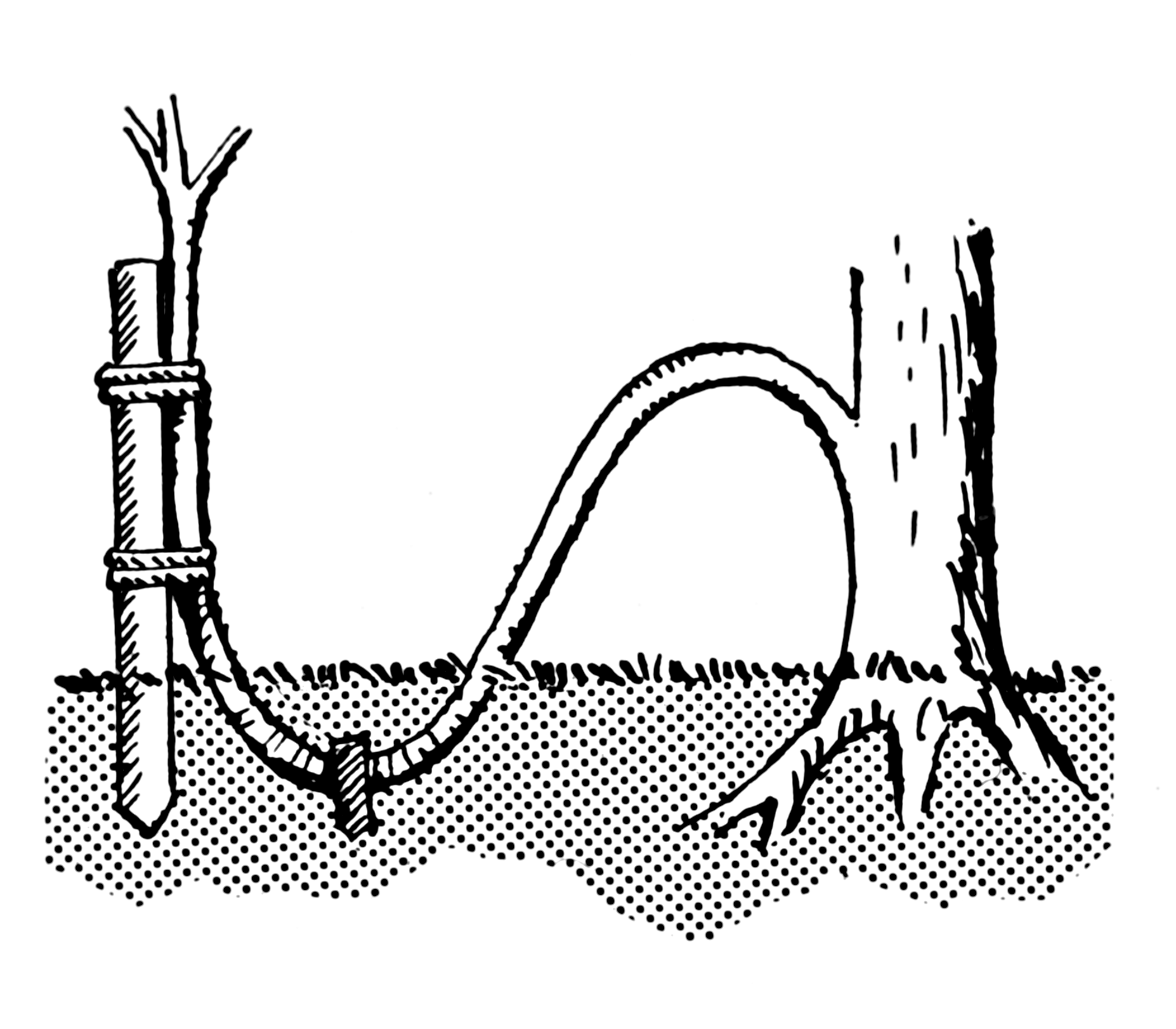
Principen för avläggning

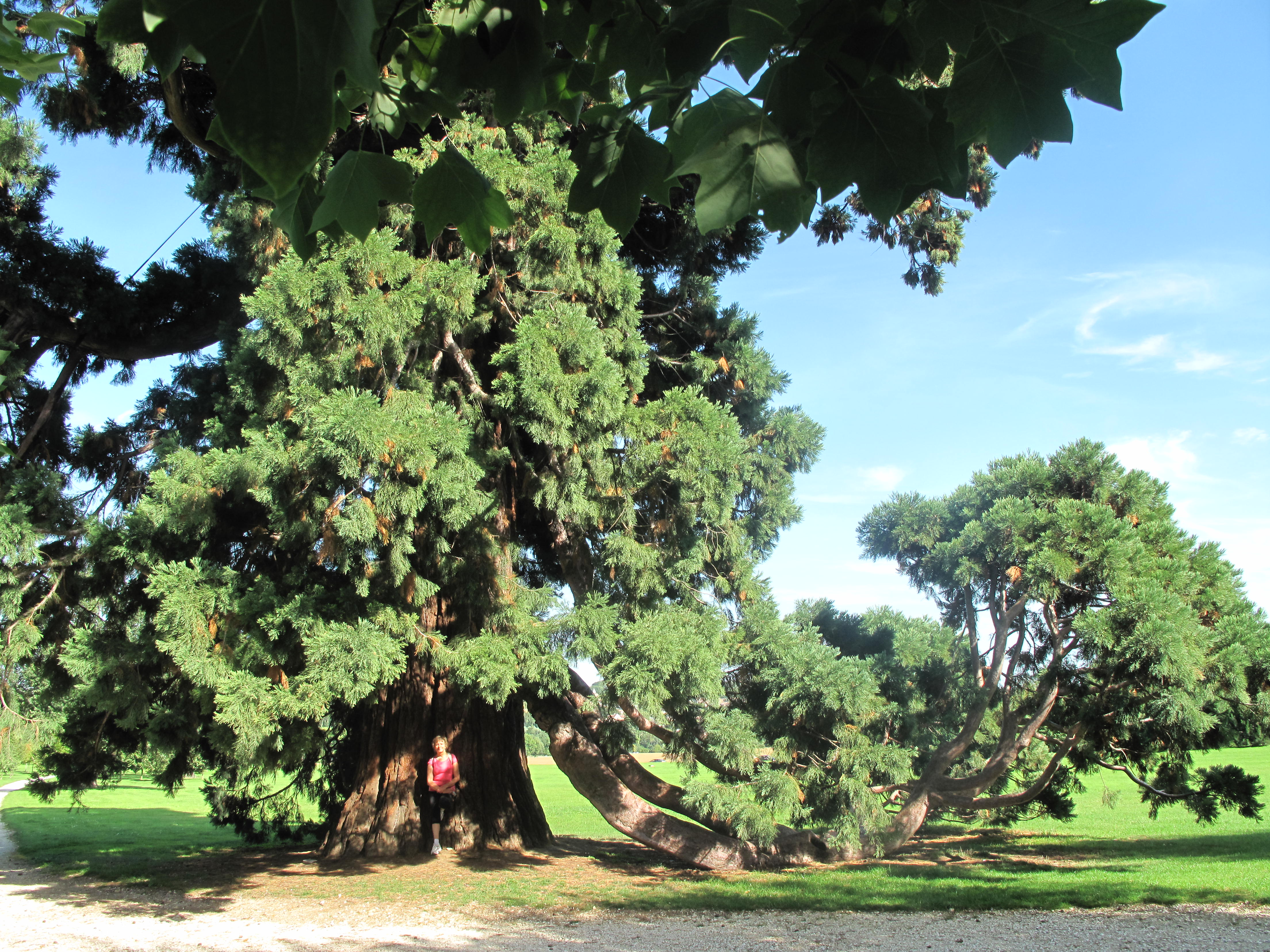
Spontan förökning av mammutträd genom avläggning

Avläggning är en metod som har utvecklats för vegetativ förökning av många arter i naturliga miljöer. Avläggning utnyttjas också av trädgårdsodlare vid förökning av önskade växter. Eftersom metoden är en asexuell förökning blir de nya plantorna kloner med samma egenskaper som ursprungsplantan.

## Beskrivning
Naturlig avläggning uppträder vanligen när en gren berör marken, varefter den ger upphov till oavsiktliga rötter. I ett senare skede avbryts förbindelsen med moderplantan vilket ger upphov till en ny planta.
Inom hortikulturen innebär avläggning att man utsätter målområdet för skador så att den inre stammen blottas. Ibland tillsätts ämnen för rotbildning. Vid avläggning är stammen böjd och målområdet begravt i jorden. Detta görs i plantskolor för att efterlikna naturlig avläggning av många växter som exempelvis hallonsläktet vars grenar böjer sig ner och berör marken. Efter en tid bildas rötter och när grenen separeras kan den leva vidare som en egen planta. Tiden för att bilda rötter ta alltifrån flera veckor till ett år.
Avläggning är en mer komplicerad process jämfört med att ta sticklingar. Fördelen är att den förökade delen fortsätter att ta emot vatten och näringsämnen från moderplantan medan den bildar rötter. Detta är viktigt för växter som bildar rötter långsamt eller vid förökning av stora grenar. Avläggning används ganska ofta vid förökning av bonsai. Metoden används också som en teknik för att skapa nya rötter såväl som att förbättra befintliga rötter.
Endast ett fåtal träd kan fortplantas genom avläggning, till exempel flera pil- och videarter.